# Самійло Богданович-Зарудний
Самі́йло Богданóвич-Зару́дний (? ——?) — військовий і державний діяч доби Гетьманщини, сподвижник гетьмана Богдана Хмельницького, генеральний суддя Війська Запорозького (з 1654). Вів переговори в 1650 році у Варшаві, був на чолі козацького посольства до Московського царства (1652), до Османської імперії (1653) і в 1654 знову до Московського царства.

## Життєпис
До визвольної боротьби — реєстровий козак; був товаришем козацької корогви королівської армії. У 1648 році під Корсунем приєднався до повстанського війська. Виконував важливі дипломатичні доручення від гетьмана. У квітні 1650 вів переговори з урядом Речі Посполитої у Варшаві; у квітні та березні 1654 очолював посольство до Москви, а в червні 1653 — до Османської імперії. Разом із Павлом Тетерою працював над виробленням договору між Україною та Московським царством. Підтримував політику гетьмана Івана Виговського (учасник складення Гадяцького пакту 1658 року). З обранням на гетьмана Юрія Хмельницького перейшов до нього, схилив його до союзу з Річчю Посполитою і Кримським ханством. За участі Богдановича-Зарудного був створений текст Слободищенської угоди 1660 року. У 1664 перебував на боці Павла Тетері й поляків у виступах проти гетьмана Лівобережної України Івана Брюховецького та Московського царства.
Після листопаду 1664 року у джерелах не згадується.